# Арнштейн, Карл Августович
Карл А́вгустович Арнште́йн (17 (29) марта 1840—1919) — российский учёный, профессор гистологии Казанского университета, один из основателей Казанской школы нейрогистологов.

## Биография
Карл Августович Арнштейн родился 17 марта 1840 года в Москве. Как вспоминал Карл Арнштейн, он «воспитывался первоначально дома под руководством и благотворным влиянием матери-немки, родившейся также в Москве. Своего отца я плохо помню, он был купцом-уроженцем г. Либавы и умер, когда мне было 11 лет». Первоначальное образование получил в Лазаревском институте. В августе 1857 года поступил на медицинский факультет Московского университета, но в декабре того же года перешёл в Дерптский университет, где в 1864 году окончил курс медицинских наук. Для усовершенствования в науках отправился за границу и в Берлине, Вюрцбурге и Мюнхене занимался гистологией, физиологией и патологической анатомией.
В 1867 году Карл Арнштейн защитил в Дерпте докторскую диссертацию «Ueber die wandernden und becherförmigen Zellen des Darmes». Диссертация обратила внимание на начинающего гистолога и в 1869 году он был приглашён в Казанский университет прозектором патологической анатомии. С 31 декабря 1871 по 1903 год, сначала в звании экстраординарного, а с 3 мая 1876 года — ординарного профессора, занимал в Казанском университете кафедру гистологии. кроме того, он дважды занимал должность декана.
Собственных научных  трудов у К. А. Арнштейна немного — всего 16 публикаций, но под его руководством было выполнено много оригинальных исследований. Труды Арнштейна, как и работы его учеников, выполненные в лаборатории Казанского университета под его непосредственным руководством, посвящены, главным образом, вопросам о нервных окончаниях в различных частях организма .
С 1884 года Арнштейн совместно с другими российскими учёными издавал медицинский журнал «Internationale Monatschrift für Anatomie und Physiologie».
С 3 мая 1882 года — действительный статский советник. Был отмечен орденами Св. Анны 2-й степени (1877), Св. Владимира 3-й степени (1886), Св. Станислава 3-й степени (1890).